# Neurotipikus

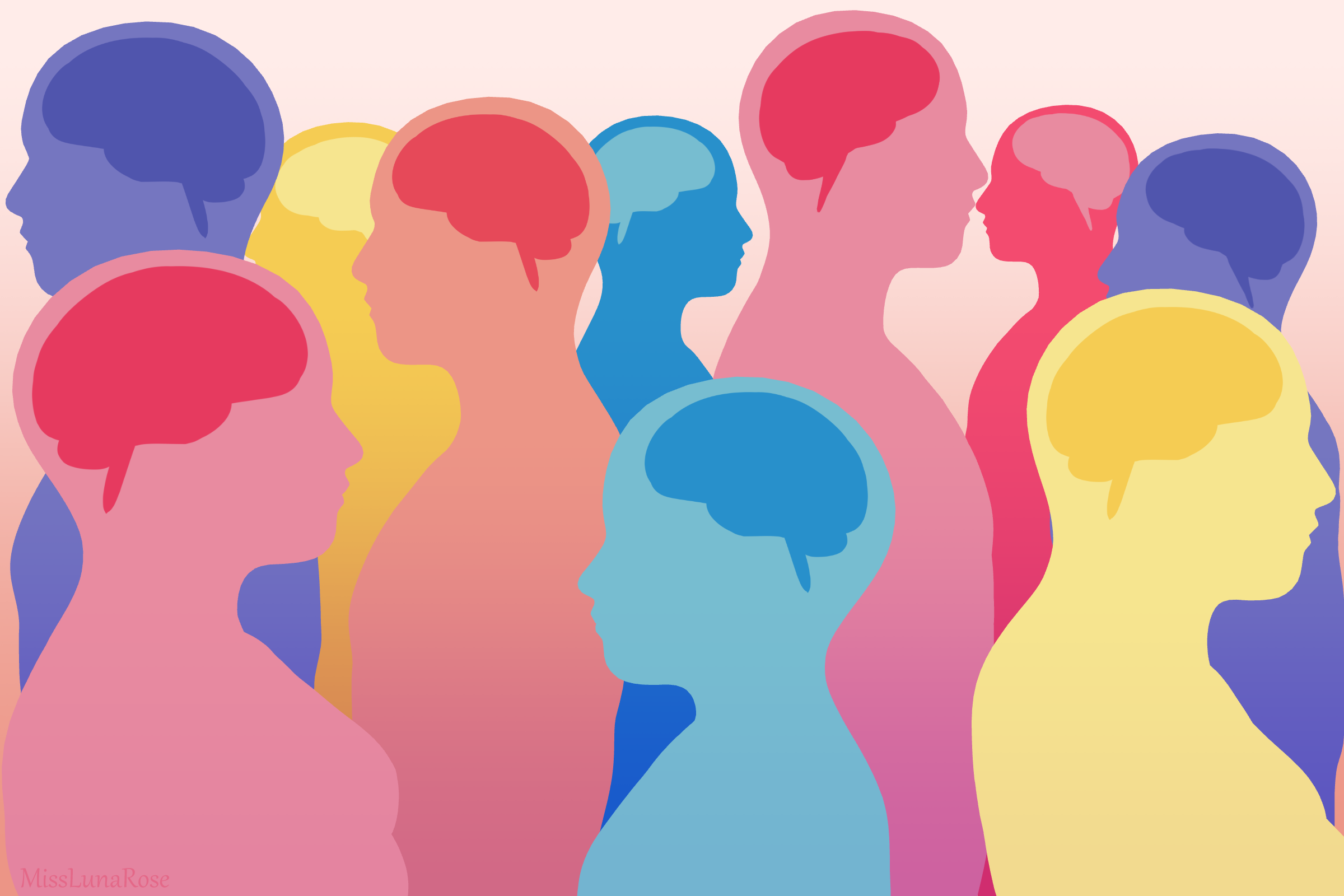
A neurodiverzitás ábrázolása

Neurotipikus (rövidítve: NT) egy neologizmus, amelyet azokra az emberekre használunk, akiknek idegrendszeri fejlődése és állapota normálisnak tekintett, illetve a társadalmi elvárásokkal kompatibilis kognitív képességeik alkalmassá teszik őket a beszéd útján közölt verbális információk begyűjtésére és a szociális szerepkörük meghatározására, továbbá szociális kapcsolatok kiépítésére. A siketek többségére a beszéd helyettesíthető a beszéd és a jelnyelv használatával, ők neurotipikusnak tekinthetők. 
A szót az autista közösség alkotta meg, a nem-autista személyek jelölésére, a későbbiekben a más idegrendszeri elváltozásban élők és a tudományos szakzsargon egyaránt felhasználta.
Az Egyesült Királyságban a Nemzeti Autista Mozgalom (National Autistic Society) az újságíróktól megköveteli a kifejezés használatát.

## Kapcsolódó oldalak
- Asperger-szindróma
- Autizmus

## Külső hivatkozások
- Autista Info
- Más Fogyatékos Gyermekekért Alapítvány Archiválva 2018. december 12-i dátummal a Wayback Machine-ben
- Autisták Országos Szövetsége